# Бжалава, Иосиф Теймуразович
Иосиф Теймуразович Бжалава (1904—1972) — грузинский советский психолог, специалист в области общей и медицинской психологии. Доктор медицинских наук (1945), профессор (1946). Заслуженный деятель науки Грузинской ССР (1961).
Внёс значительный вклад в отечественную и мировую патопсихологию.

## Биография
В 1923—1928 годах студент факультета естествознания Тбилисского государственного университета, в 1932—1937 гг. — лечебного факультета Тбилисского государственного медицинского института.
В 1928—1933 гг. — заместитель директора Института охраны здоровья детей и подростков.
В 1933—1940 гг. — заведующий отделом Института функционально-нервных заболеваний.
29 лет с момента создания возглавляя отдел патопсихологии Института психологии Грузинской академии наук (1943—1972).

## Научная деятельность
В ходе исследований выявил особенности фиксированной установки при различных формах психозов, неврозов и поражений головного мозга. На этой основе разработал методологию установочной диагностики психических и нервных нарушений, дал естественнонаучное обоснование психологии установки. Показал, что физиологической основой действия установки является системная работа больших полушарий головного мозга.
И. Т. Бжалавой были открыты ранее неизвестные феномены в сфере восприятия: так называемые «стереообраз» и феномен, который занимает промежуточное положение между образом восприятия и представлением.
Методом фиксированной установки, тщательно разработанным им для использования в клинической практике, исследовал широкий круг психических расстройств, что позволило существенно продвинуться в их диагностике и понимании лежащих за ними механизмов разного уровня.
И. Т. Бжалава разработал ряд новых методических подходов к изучению эффектов фиксированной установки. Работы учёного в области психиатрии и прежде всего итоговая «Феноменология психотических переживаний», вскрыли с новой и фундаментальной стороны механизмы многих психических расстройств, углубив наше понимание их психотического уровня.

## Избранные труды
- «Диагностическое значение фиксированной установки в случаях истерии и эпилепсии», 1945;
- «Нарушения фиксированной установки при локальных поражениях мозга», 1949;
- «К психопатологии шизофрении», 1958;
- «К психопатологии инволюционной меланхолии», 1959;
- «Психопатология эпилепсии», 1960;
- «Психология установки и кибернетика», 1965;
- «Невроз и установка», 1966;
- «К проблеме бессознательного в теории установки Д. Н. Узнадзе», 1967;
- «Установка и поведение», 1968;
- «Феноменология психотических переживаний», 1968;
- «Мозг и установка», 1971;
- «Установка и механизмы мозга», 1971;
- «Проблема сознания и бессознательного психического в психологии установки», 1976